# Батлахатли
Батлахатли (чамал. Бакьахакьи) — село в Цумадинском районе Дагестана Российской Федерации. Входит в состав сельского поселения Гигатлинский сельсовет.

## Географическое положение
Расположено на реке Гадери, в 3,5 км к востоку от центра сельского поселения — села Гигатль и в 7 км к северо-западу от районного центра — села Агвали.

## Население
| 1926 | 1939 | 1970 | 1989 | 2002 | 2003 | 2004 |
| ---- | ---- | ---- | ---- | ---- | ---- | ---- |
| 72   | ↘68  | ↘55  | ↗68  | ↘12  | ↗14  | ↘7   |
| 2007 | 2010 | 2021 |      |      |      |      |
| ↘6   | ↘4   | ↗8   |      |      |      |      |

Гачитли - одно из чамалалских сел в Цумадинском районе. По данным Всероссийской переписи населения 2010 года в селе проживало всего 4 человека.